# Französische Intervention in Mexiko

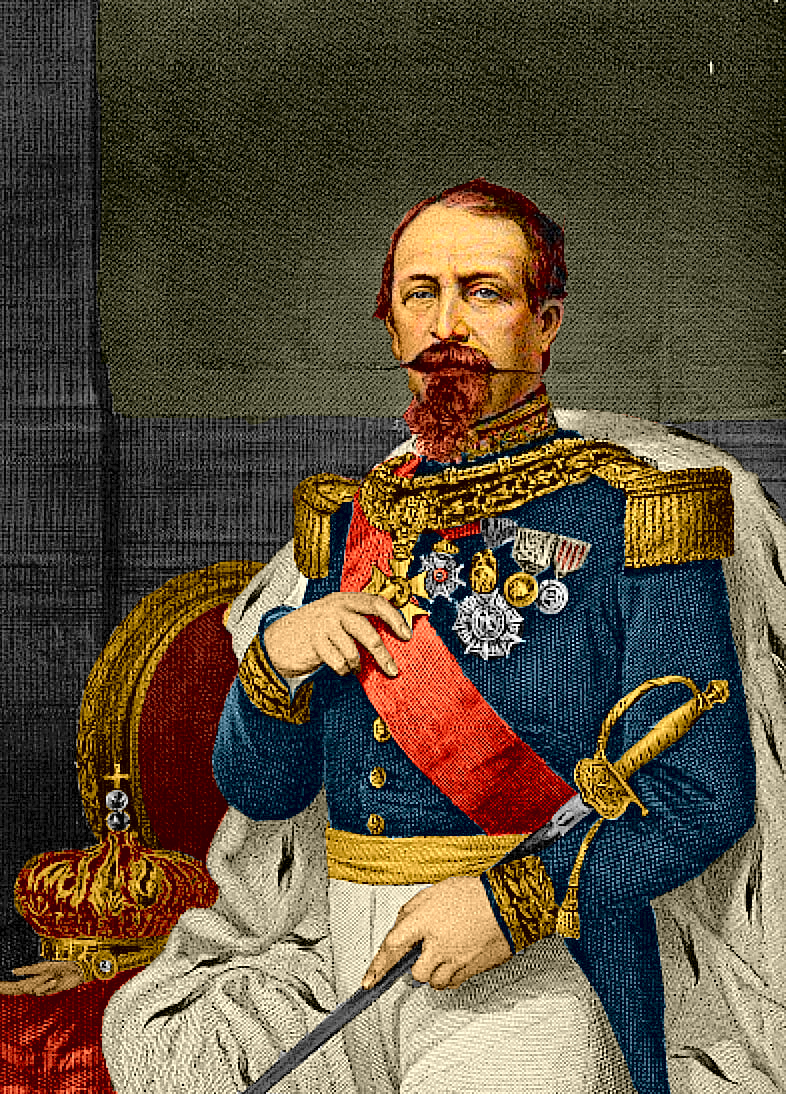
Napoleon III. von Frankreich

General Bazaine

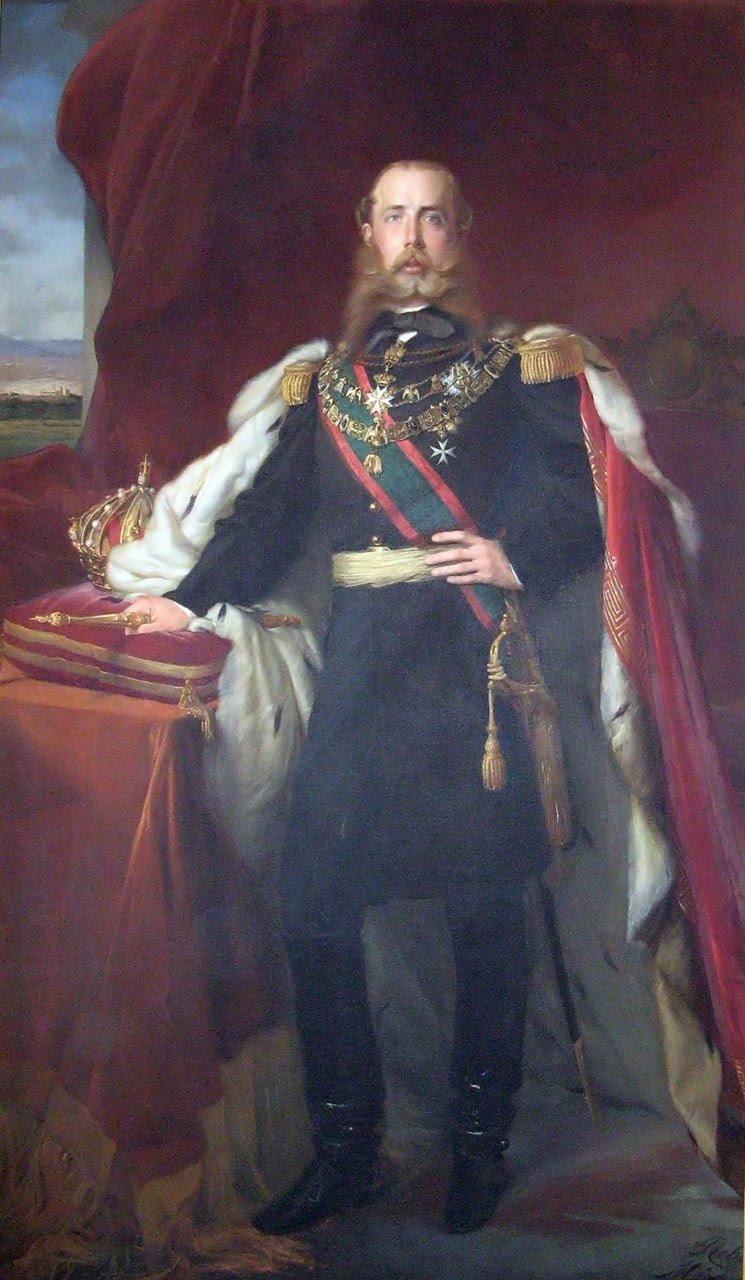
Kaiser Maximilian von Mexiko

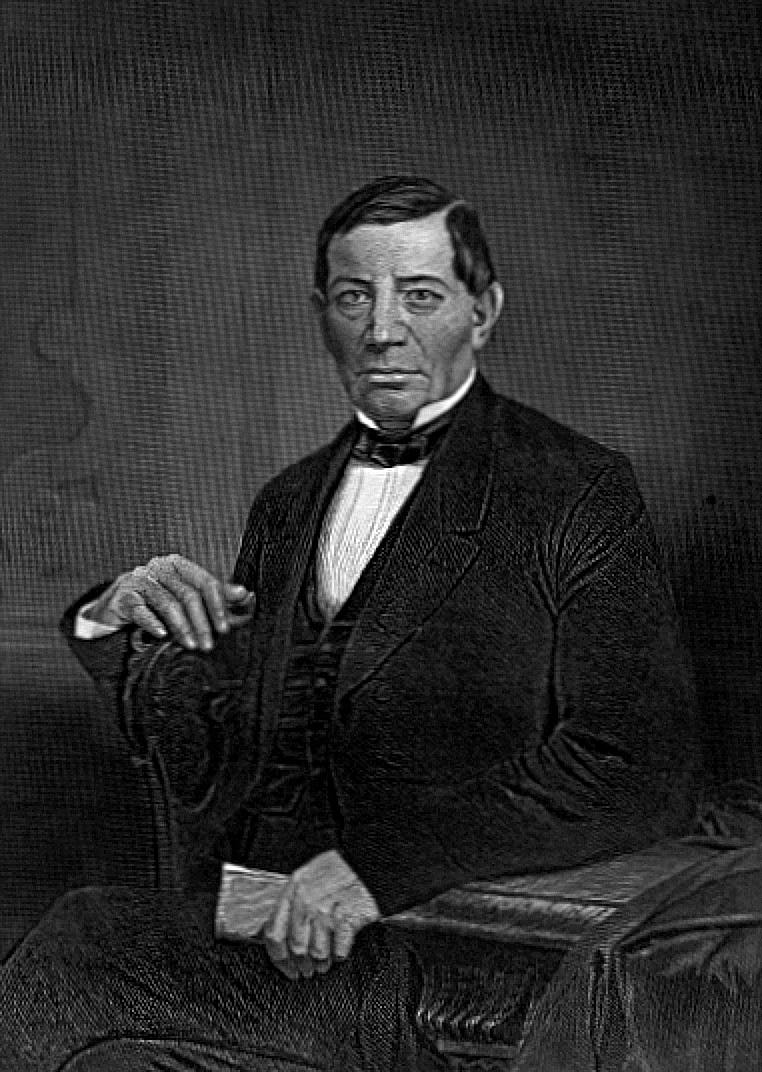
Präsident Benito Juárez

Die französische Intervention in Mexiko war eine Einmischung unter Führung Frankreichs unter Napoleon III. in die inneren Angelegenheiten Mexikos mit dem Ziel, den Konservativen in Mexiko nach dem bereits verlorenen Bürgerkrieg nachträglich zur Macht zu verhelfen und eine von Frankreich abhängige Monarchie zu installieren.

## Hintergründe
Nach dem Ende des großen Bürgerkrieges zwischen Liberalen und Konservativen war Mexiko 1861 wirtschaftlich am Ende. Daher beschloss das Parlament am 17. Juli, die Rückzahlung der Auslandsschulden ab sofort einzustellen. Das rief die europäischen Großmächte auf den Plan, da der Beschluss vor allem diese betraf. Am 31. Oktober unterzeichneten Frankreich, Großbritannien und Spanien den Londoner Vertrag. Dieser legte fest, dass die unterzeichnenden Nationen gemeinsam von Mexiko die ausstehenden Schulden mit allen notwendigen Mitteln eintreiben würden.
Bereits am 8. Dezember traf eine spanische Flotte aus Kuba in Veracruz, Mexikos größtem Hafen am Golf, ein und landete Expeditionstruppen an.

## Verlauf

### 1862: Beginn der Intervention
Zwischen dem 6. und 8. Januar 1862 trafen auch die britische und französische Flotte in Veracruz ein. Unter den französischen Truppen befanden sich auch 450 Mann ägyptischer Elitetruppen, die Said Pascha seinem Protektor Napoleon III. geliehen hatte.
Ende Februar ergab sich die Stadt Campeche den Franzosen.
Die Gelegenheit war günstig: Da die Vereinigten Staaten im Sezessionskrieg gebunden waren, war ihnen ein Eingreifen gemäß der Monroe-Doktrin zugunsten Mexikos unmöglich. Am 5. März landete eine französische Expeditionsarmee unter General Lorencez und stieß ins Landesinnere vor. Als die britische und spanische Regierung begriffen, dass das Ziel Napoleons III. nicht in einer bloßen gewaltsamen Erzwingung der Rückzahlung der Kredite, sondern vielmehr in einer Eroberung Mexikos bestand (später wurde sogar vermutet, er wolle von Mexiko aus den Konföderierten zu Hilfe kommen), zogen sie ihre Truppen zurück.
Lorencez marschierte indessen mit 6.000 Mann Richtung Hauptstadt. Der mexikanische General Ignacio Zaragoza zwang ihn jedoch vorläufig in der Schlacht bei Puebla mit nur 4.000 schlecht bewaffneten Soldaten zum Rückzug. Der Tag dieser siegreichen Schlacht wurde umgehend von Präsident Benito Juárez zum Nationalfeiertag erklärt (5. Mai/„Cinco de Mayo“). Zaragoza starb kurze Zeit später an Typhus; seine Truppen verfolgten die Franzosen unvorsichtigerweise und wurden prompt am 14. Juni bei Orizaba geschlagen. Mit diesem Sieg und den nun unter den Generalen Forey (der am 1. Oktober Lorencez als Oberkommandierender ablöste) und Bazaine eintreffenden Verstärkungen gewannen die Franzosen die Initiative zurück. Sie eroberten noch im Herbst Tampico und Xalapa, die Hauptstadt des Bundesstaates Veracruz.

### 1863: Die Besetzung der Hauptstadt
Im Januar beschossen französische Kriegsschiffe Acapulco und General Forey belagerte Puebla mit seinen Truppen. Als die Mexikaner versuchten, seine Versorgungslinien abzuschneiden, kam es zu dem berühmten Gefecht von Camerone, in dem 65 Fremdenlegionäre sich in einer Hazienda verschanzten und gegen 2.000 Mexikaner kämpften. Ein Entsatzversuch für Puebla unter dem mexikanischen General Comonfort wurde bei San Lorenzo durch General Bazaine abgewehrt; Puebla fiel zehn Tage später. Da der Weg nach Mexiko-Stadt nun frei war, floh die Regierung vor den anrückenden Franzosen nach El Paso del Norte. Eine Woche später marschierten die Voraustruppen unter Bazaine am 7. Juni in die Stadt ein. Forey, der einige Tage später eintraf, setzte eine Regierung aus Konservativen unter Juan Almonte ein. Die Adeligen setzten sich für eine Regentschaft ein, die aus Juan Almonte, José Mariano Salas und Erzbischof Pelagio Antonio de Labastida y Dávalos bestand.

### 1864: Die Errichtung des Zweiten Kaiserreichs von Mexiko

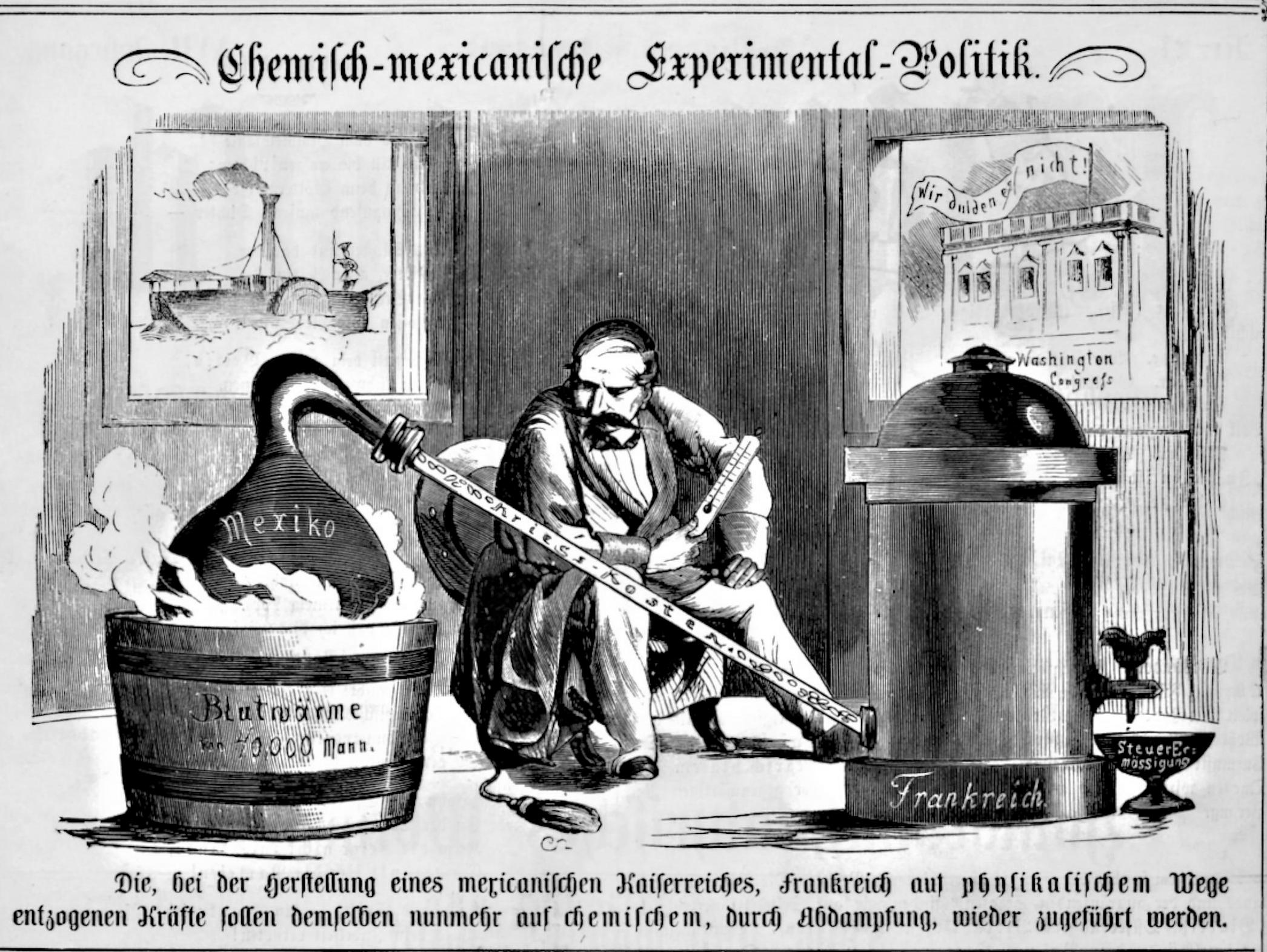
Die Angelegenheiten in Mexiko sollen Napoleons Regime in Frankreich stabilisieren, so zeigt es ein Zeichner im Kladderadatsch 1864

Bereits kurz nach seiner Unabhängigkeit hatte es in Mexiko unter Agustín I. schon einmal ein Kaiserreich gegeben. Die konservative Junta proklamierte nun das „Zweite Kaiserreich Mexiko“ und trug dessen Krone Erzherzog Maximilian an, dem jüngeren Bruder des österreichischen Kaisers Franz Joseph I. Maximilian nahm die Krone unter der Bedingung an, dass in Mexiko eine Volksabstimmung stattfinden solle, bei der sein Name zur Wahl stünde. Die Konservativen fälschten diese Wahl mit französischer Hilfe und bestärkten ihn so in dem Glauben, seine Herrschaft sei vom Volk Mexikos gewollt.
In der Zwischenzeit wurde in Laibach ein österreichisches Expeditionskorps in Brigadestärke unter dem Kommando des kurz zuvor beförderten Generals Graf Thun-Hohenstein aufgestellt. Es umfasste Jäger-, Husaren-, Ulanen- sowie Artillerieeinheiten und setzte sich aus erfahrenen Freiwilligen der österreichischen Armee zusammen. Gleichzeitig stellten auch die Belgier unter Oberstleutnant Baron Van der Smissen eine Freiwilligentruppe (Belgisches Freiwilligenkorps) auf (Maximilians Frau und künftige Kaiserin war die Tochter des belgischen Königs), rekrutierten jedoch die Mannschaften aus unerfahrenen und teilweise schlecht ausgebildeten Männern. Mit diesen Truppen landete der neue Kaiser, bejubelt von den Anhängern der konservativen Monarchisten, am 29. Mai in Veracruz.
Die Kämpfe waren in der Zwischenzeit fortgeschritten: Bazaine, nunmehr Nachfolger General Foreys, hatte Guadalajara eingenommen und General Douay die Stadt Zacatecas. Kurz bevor Maximilian in die Hauptstadt einzog, besetzten die Franzosen Acapulco, einige Tage später Durango. Bazaine wurde von Napoleon III. zum Marschall von Frankreich befördert; noch vor Jahresende schlug er die mexikanischen Truppen in den Bundesstaaten Sinaloa und Jalisco.
Weniger erfolgreich zeigte sich der neue Kaiser an der „politischen Front“: Maximilian brachte aufgeklärte Ideen aus Europa mit. Er erließ Gesetze gegen Kinderarbeit, setzte Höchstgrenzen für Arbeitszeiten fest und kündigte eine Landreform an. Zusätzlich vertrat er die Idee einer konstitutionellen Monarchie. All diese eigentlich positiven Maßnahmen zerstörten jedoch den Großteil der Unterstützung aus den Reihen der Konservativen, während die Liberalen seine Monarchie von Frankreichs Gnaden ohnehin grundsätzlich ablehnten. Somit beruhte seine Machtbasis nach wie vor fast ausschließlich auf der Präsenz ausländischer, d. h. letztlich französischer Streitkräfte.

### 1865: Das Blatt wendet sich
Im Januar nahm Marschall Bazaine die Stadt Oaxaca ein, die von General Porfirio Díaz verteidigt worden war. Díaz wurde dabei gefangen genommen, entkam jedoch kurze Zeit später. Die Franzosen nahmen Guaymas am 29. März durch eine erfolgreiche Landeoperation ein. Am 11. April erfochten die Republikaner zum ersten Mal wieder einen Sieg: die unerfahrenen Belgier gerieten bei Tacámbaro (im Bundesstaat Michoacán) in einen Hinterhalt und verloren über 300 Mann. Noch wichtiger war das parallele Ende des Sezessionskrieges. Neben zahlreichen begeisterten Freiwilligen, die zu den mexikanischen Truppen in Sinaloa und Chihuahua stießen, kamen auch immer wieder ehemalige, nun beschäftigungslose Soldaten der Union und auch der Konföderierten über den Rio Grande und ließen sich als Söldner anwerben. Die US-amerikanische Regierung, nun nicht mehr durch den Bürgerkrieg gehindert, lieferte große Mengen an Waffen und Ausrüstung an die Republikaner.
Gleichzeitig machte sich der Kaiser weiter verhasst: Am 25. Januar 1862 hatte die republikanische Regierung ein Gesetz erlassen, das jeglichen bewaffneten Widerstand gegen den Staat unter Todesstrafe stellte. Maximilian ließ nun den sogenannten „Schwarzen Erlass“ verkünden, laut dem jenes Gesetz auf die Republikaner anzuwenden sei, die sich gegen seine Regierung stellten. Am 21. Oktober wurden aufgrund dieses Erlasses etliche gefangene hohe republikanische Offiziere und zivile Würdenträger standrechtlich erschossen.

### 1866: Rückzug der französischen Truppen
Die Vereinigten Staaten griffen nun aktiver in den Konflikt ein. Sie zogen Truppen nördlich des Rio Grande zusammen und verlegten Marineeinheiten in den Golf von Mexiko, um die Landung weiterer französischer Verstärkungen zu verhindern.
Am 12. Februar wurde Frankreich, am 6. Mai Österreich offiziell aufgefordert, die Interventionstruppen aus Mexiko abzuziehen. Napoleon III. lenkte ein; am 31. Mai begann der allgemeine Rückzug der Franzosen.
Den abziehenden Franzosen rückten die mexikanischen Truppen nach und schlugen Maximilians verbleibende schwächere Truppen dabei meist in die Flucht. So schlug der republikanische General Mariano Escobedo im Juli die Österreicher bei Santa Gertrudis (im Bundesstaat Nuevo León) und nahm Guadalajara ein, die Hauptstadt des Bundesstaates Jalisco. Noch im gleichen Monat eroberten die Republikaner Matamoros, Tampico und Acapulco zurück. Bazaines Truppen räumten nach und nach auch Monterrey und Saltillo, im September schließlich den ganzen Bundesstaat Sonora. Napoleon III., an dessen Hof Maximilians Frau Charlotte sich mittlerweile verzweifelt um die Fortsetzung der Unterstützung für Maximilian bemühte, riet diesem schriftlich dringend dazu, Mexiko zu verlassen.
Im Süden griff Díaz mit frisch gesammelten Kräften an und siegte im Gefecht von Miahuatlàn, wodurch er zunächst Oaxaca, später auch im Zentrum Mexikos große Teile von Zacatecas, San Luis Potosi und Guanajuato besetzen konnte.
Am 6. Dezember wurden die österreichischen und belgischen Freiwilligenverbände auf Betreiben der jeweiligen Regierungen aufgelöst. Die insgesamt noch 4.648 Soldaten (die anderen waren im Verlauf der Kämpfe getötet, verwundet oder von republikanischen Truppen gefangen genommen worden) wurden vor die Wahl gestellt, heimzukehren oder der kaiserlichen Armee Maximilians beizutreten. Im Angesicht der zu erwartenden Niederlage entschieden sich etwa 3.500 Mann für die Heimkehr. Die verbleibenden etwa 1.000 Mann bildeten zwei Regimenter, die „Roten Husaren“ unter Oberst Khevenhüller-Metsch und das Infanterieregiment „Baron Hammerstein“ unter Oberstleutnant Hammerstein-Equord.

### 1867: Das Ende des Zweiten Kaiserreichs

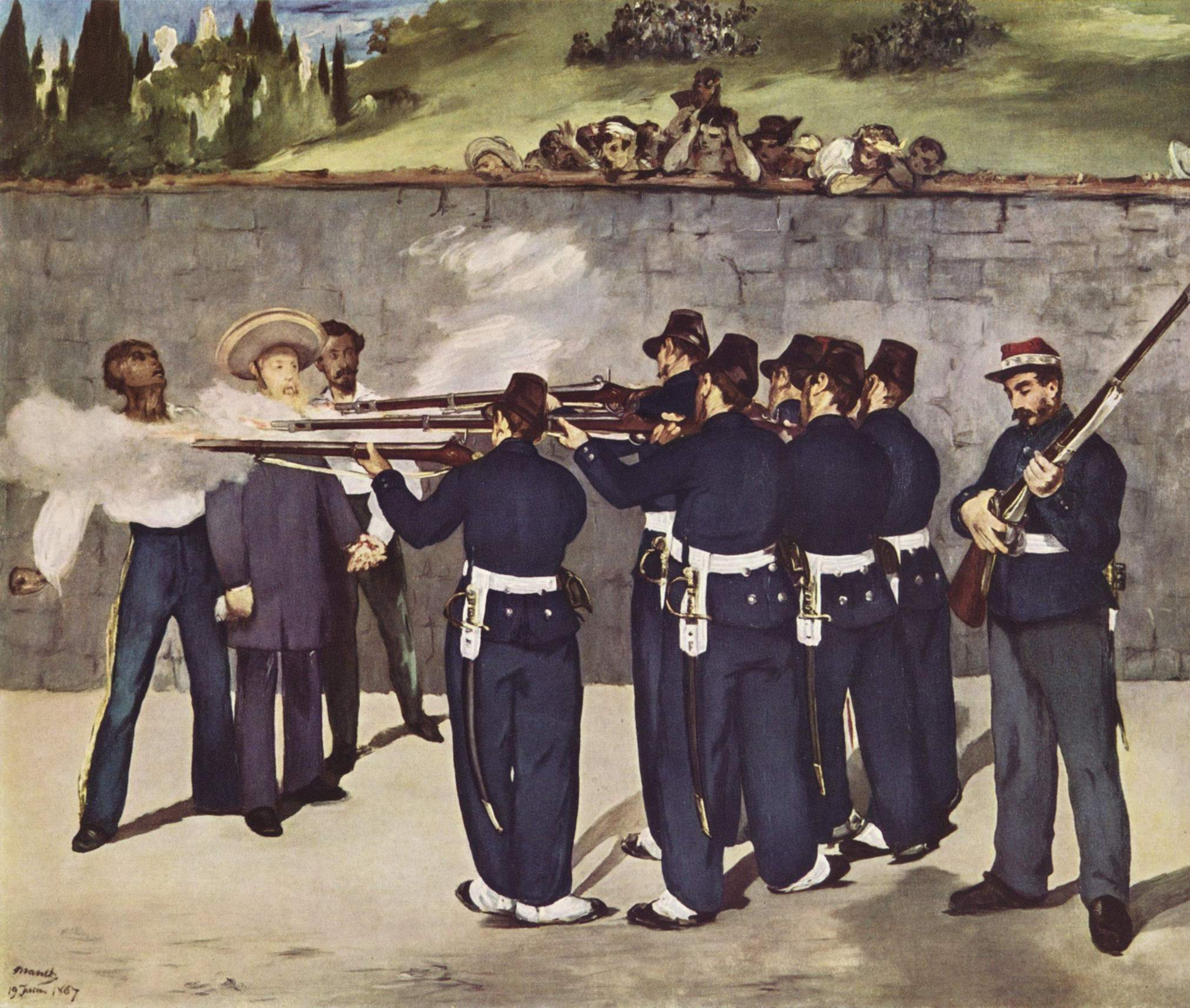
Die Erschießung Kaiser Maximilians von Mexiko von Édouard Manet

Am 5. Februar zogen die letzten französischen Truppen aus Mexiko-Stadt Richtung Veracruz ab.
Maximilian selbst ließ seine europäischen Einheiten als Garnison zurück und marschierte mit seinen mexikanischen Truppen unter den Generalen Miguel Miramón und Tomás Mejía nach Querétaro, begleitet von seinem Adjutanten, dem preußischen Prinzen Felix zu Salm-Salm. Die politische Botschaft des realitätsfremden Monarchen sollte lauten, dass er sich nach wie vor als Kaiser der Mexikaner fühlte und durch die Unterstützung „seines“ Volkes nicht auf die Hilfe der Europäer angewiesen sei.
Während die französischen Expeditionstruppen in Veracruz an Bord gingen, stießen die Republikaner weiterhin rasch vor. Noch im März umzingelten Escobedos Truppen Querétaro und belagerten Maximilian, während Díaz Puebla einnahm. Im Monat darauf begannen die Republikaner, auch Mexiko-Stadt zu belagern. Am 27. April versuchten Maximilians Truppen noch einmal erfolglos, aus Querétaro auszubrechen, doch ihr Schicksal war bereits besiegelt.
Am 15. Mai wurde Querétaro von Escobedos Truppen eingenommen und Maximilian festgesetzt, angeblich durch den Verrat des Obersten López (Kommandeur von Maximilians Leibwache).
Escobedo stellte Maximilian und seine engsten Vertrauten vor ein Kriegsgericht, von dem er (vor allem wegen des „Schwarzen Erlasses“) zum Tod verurteilt wurde. Viele der europäischen Staatsoberhäupter und Monarchen, aber auch Prominente wie Victor Hugo und Giuseppe Garibaldi reagierten entsetzt auf die Botschaft dieses Todesurteils und schrieben Gnadengesuche an Präsident Juárez, doch dieser lehnte ab. Am 19. Juni wurden Maximilian und seine Generäle Miramón und Mejía erschossen.

## Folgen
Mit Maximilians Leben endete auch das „Zweite Kaiserreich von Mexiko“.
Am 20. Juni 1867 kapitulierte die Garnison von Mexiko-Stadt auf die Nachricht seines Todes hin.
Am 15. Juli 1867 zog Juárez im Triumph in die Stadt ein.
In den folgenden Monaten wurde die Verfassung von 1857, an der sich der Bürgerkrieg vor der französischen Intervention entzündet hatte, endgültig in Kraft gesetzt: Die riesigen Ländereien der katholischen Kirche in Mexiko wurden enteignet, Zivilehen eingeführt und die Trennung von Kirche und Staat konsequent vollzogen.
Die Partei der Konservativen hatte sich durch ihre Unterstützung Frankreichs und Maximilians so unbeliebt gemacht, dass sie politisch bedeutungslos wurde.

## Künstlerische Aufarbeitung
Folgende Filme spielen in dieser Zeit:
- Juarez, Regie: William Dieterle, USA 1939
- Vera Cruz, Regie: Robert Aldrich, USA 1954
- Der Schatz der Azteken, Regie: Robert Siodmak, BRD/F/I 1965
- Sierra Charriba, Regie: Sam Peckinpah, USA 1965
- Die Unbesiegten, Regie: Andrew V. McLaglen, USA 1969
- Adios, Sabata, Regie: Gianfranco Parolini, Italien 1970
- Ein Fressen für die Geier, Regie: Don Siegel, USA/Mexiko 1970
- Maximilian von Mexiko, Regie: Günter Gräwert, BRD 1970
- Präriejäger in Mexiko, Regie: Hans Knötzsch, TV-DDR 1988, nach Motiven des Waldröschen von Karl May
- Cinco de Mayo, La Batalla, Regie: Rafa Lara, Mexiko 2013

Folgende Opern wurden über Maximilian von Mexiko geschrieben:
- Maximilien, Oper in 3 Aufzüge und 9 Szenen. Libretto von R.S. Hoffman nach dem Drama Juárez und Maximilian von Franz Werfel; Musik von Darius Milhaud. Uraufgeführt: 1932.
- Carlota, Oper in 1 Aufzug. Libretto von Francisco Zendejas; Musik von Luis Sandi. Uraufgeführt: 1948.
- Carlota, Opera. Libretto: unbekannt; Musik von Robert Avalon.